# 그레이엄 그린 (배우)
그레이엄 그린(Graham Greene, 1952년 6월 22일 ~ )은 미국의 배우이다.

## 출연 작품
- 사보타지
- 늑대와 춤을
- 매버릭
- 상실의 시대 (Lost and Delirious)
- 다이하드 3(조 램버트 수사관)
- 오두막
- 윈드 리버 - 벤 역
- 테 아타
- 아웃 오브 더 다크니스
- 몰리스 게임 - 폭스만 판사 역
- 더 퍼포먼스